# MPI Adventure
Die MPI Adventure ist ein Errichterschiff des britischen Unternehmens MPI Offshore. Das Schiff wird unter der Flagge der Niederlande betrieben.

## Geschichte
Das Schiff wurde unter der Baunummer N270 auf der Werft COSCO (Nantong) Shipyard Co. in China gebaut. Die Kiellegung fand am 15. November 2009, der Stapellauf am 29. August 2010 statt. Die Fertigstellung des Schiffes erfolgte am 21. März 2011.

## Technische Daten und Ausstattung
Der Antrieb des Schiffes erfolgt dieselelektrisch. Für die Stromerzeugung stehen sechs Rolls-Royce-Dieselgeneratoren des Typs C25:33L-8 mit jeweils 2.560 kW Leistung zur Verfügung. Weiterhin wurde ein Caterpillar-Generator des Typs 3508B als Notgenerator verbaut. Für die Propulsion stehen drei Rolls-Royce-Propellergondeln mit jeweils 3.250 kW Leistung zur Verfügung. Im Bug des Schiffes befinden sich drei Rolls-Royce-Querstrahlsteueranlagen mit jeweils 1.500 kW Leistung.
Das Schiff ist mit einem dynamischen Positionierungssystem ausgestattet. Es verfügt über sechs, jeweils 71,5 m lange Hubbeine und kann in bis zu 40 m tiefem Wasser arbeiten. Das Schiff kann bis zu einer Windgeschwindigkeit von 14 m/s und bis zu 2,8 m hohen Wellen eingesetzt werden.
Der um 360° drehbare Kran befindet sich im Heckbereich des Schiffes zwischen den beiden achteren Hubbeinen. Er verfügt über zwei Hebewerke, von denen das Haupthebewerk 1.000 t (bei maximal 25 m Auslage) und das Hilfshebewerk 160 t (bei maximal 70 m Auslage) heben kann. Er kann bis zu einer Windgeschwindigkeit von 21 m/s betrieben werden. Der Hilfskran von Liebherr befindet sich auf der Steuerbordseite des Schiffes etwa mittschiffs vor dem mittleren Hubbein. Er kann 50 t (bei maximal 26 m Auslage) heben.
Das Deckshaus befindet sich im Bugbereich des Schiffes. Es bietet Platz für 112 Personen, die in 50 Doppel- und 12 Einzelkabinen untergebracht werden können. Das Arbeitsdeck, das sich hinter dem Deckshaus befindet, ist 3.600 m² groß. Es kann mit bis zu 10 t pro m² belastet werden. Oberhalb der Brücke befindet sich ein Helideck.
Das Schiff kann zwischen 45 und 75 Tage auf See bleiben.